# Linha 5 do Tramway d'Île-de-France
A linha 5 do Tramway d'Île-de-France, mais simplesmente chamada T5, é a primeira linha de bondes em pneus da Ilha de França. Operada pela Régie Autonome des Transports Parisiens (RATP), ela liga o Marché de Saint-Denis (Seine-Saint-Denis) à Estação de Garges - Sarcelles (Val-d'Oise) desde 29 de julho de 2013, depois de seis anos de trabalho e com um atraso considerável em razão do atraso na entrega dos trens devido à liquidação judiciária do fabricante de tramways em pneus Translohr (finalmente comprado em 2012 pela Alstom).
Com uma extensão de 6,6 km, é a mais curta linha de tramway da Ilha de França.

Plano da linha.

## História

### Antepassados
A linha T5 é herdeira das linhas seguintes, muito mais antigas, a primeiro das quais foi criada em 1901:
- A linha n° 3 Mairie de Pierrefitte - Pont de Saint-Cloud da companhia de Tramways mécaniques des environs de Paris (TMEP)[5] pela Barrage de Saint-Denis (Place du Général-Leclerc), a estação de Saint-Denis, a ponte de Saint-Ouen e os cais da margem direita, em uma linha que funcionou de 27 de agosto de 1901 a 30 de maio de 1910.

- A linha PC, de Mairie de Pierrefitte à Porte de Clignancourt, criada pela Compagnie des tramways de Paris et du département de la Seine (TPDS), que tem circulado de 1 de julho de 1910 a 18 de maio de 1936. Durante a fusão das empresas de bondes na Empresa de transporte público da região parisiense (STCRP), em 1921, ela tomou o n° 65, e, em 1926, transportou 1 500 000 passageiros por ano.
- A linha de tramway n° 11- b da STCRP, criada em 1 de maio de 1922, e ligando a Gare de l'Est à Barrage de Pierrefitte (cruzamento das estradas nacionais 1 e 16), passando por Carrefour Pleyel, a Porte de Paris, a igreja Saint-Denis-de-l'Estrée e a place du Général-Leclerc em Saint-Denis (Seine-Saint-Denis) e passava por Pierrefitte pela estrada nacional n° 1, passando pela prefeitura. Ela transportou de 4 400 000 viajantes em 1926.

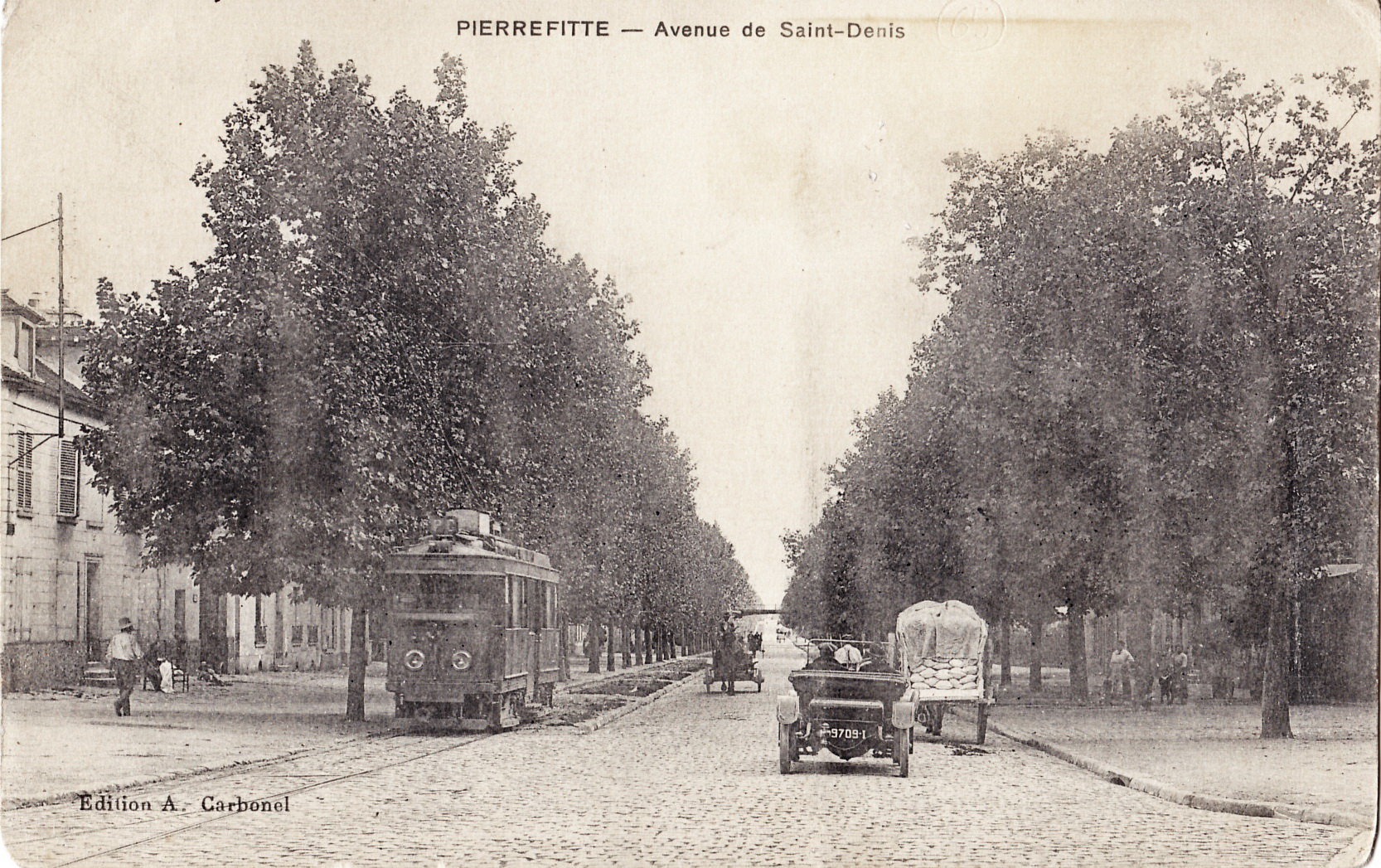
Tramway da linha PC dos TPDS na atual avenue Lénine em Pierrefitte.
A linha T5 passa no mesmo lugar, mas no centro da calçada e em via dupla.

O tronco comum do 11b e do 65 situava entre a Barrage de Saint-Denis (Place du Général-Leclerc) e o terminal de Pierrefitte era de via única, os bondes podiam cruzar nos evitamentos construídos em várias estações.

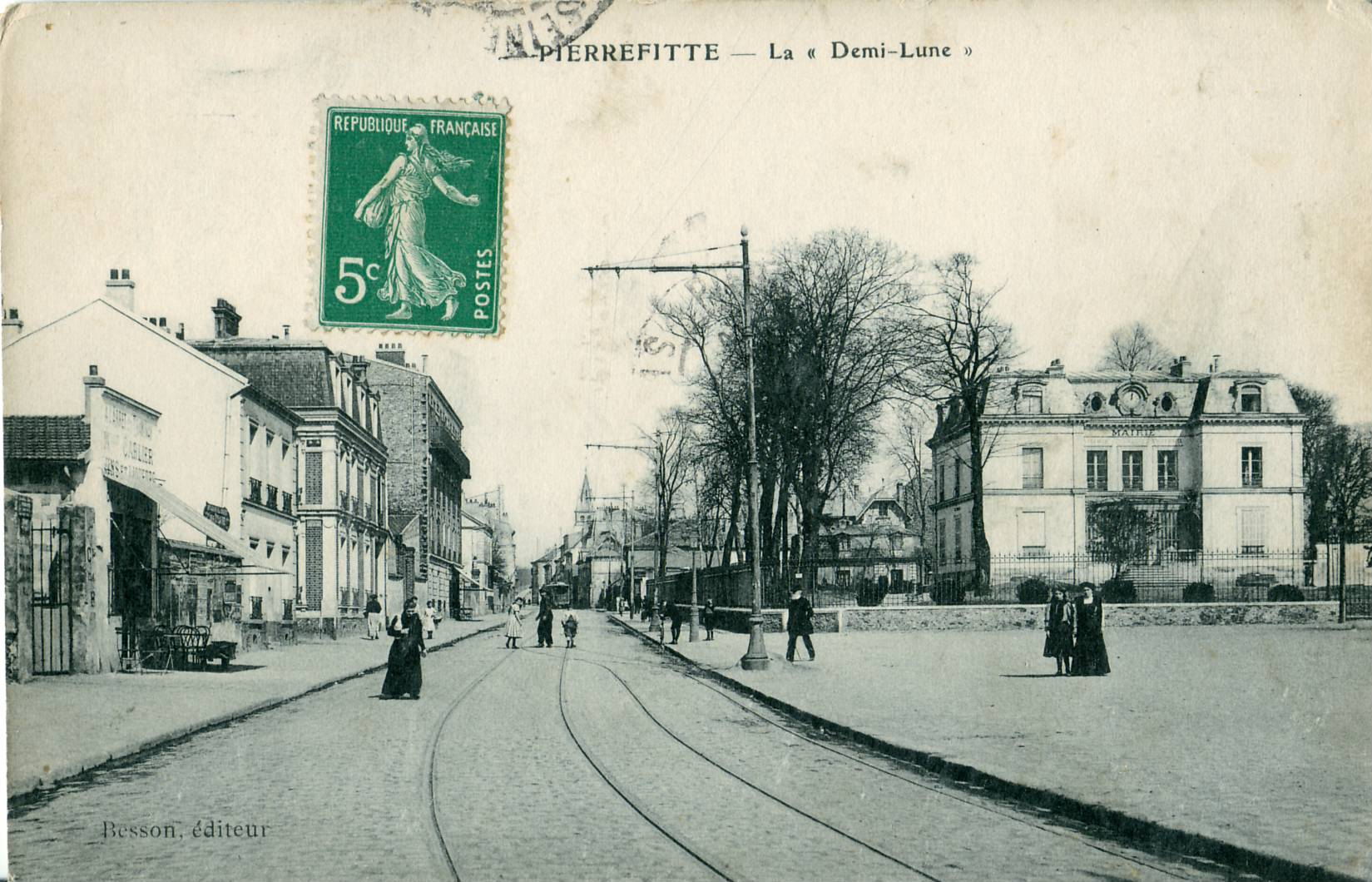
Os tramways do início do século XX, em via única e evitamentos nas estações, utilizavam o antigo traçado da estrada nacional n° 1, rue de Paris a Pierrefitte onde se pode ver aqui a prefeitura no seu estado original.
A nova linha a contorna pela esquerda, usando o desvio da RN 1.

Na década de 1930, foram sete partidas na hora de pico e três fora de hora de pico para a Porte de Clignancourt (linha 65), onde a pessoa pode se juntar a linha 4 do Metrô de Paris, bem como a Place de la République pelo 11b. Era então necessário 34 minutos para fazer o trajeto Pierrefitte - Porte de Clignancourt.
Em 18 de maio de 1936, a STCRP removidas as duas linhas n° 11b e 65, para o benefício de uma ligação de ônibus, então considerados mais modernos.
Toda a parte norte da linha n° 11b corresponde substancialmente ao traçado da linha T5, mesmo se, no entanto, a antiga linha n° 11b passasse pela Rue de Paris em Pierrefitte, que é o traçado histórico da estrada nacional 1. A nova linha passa pelo desvio da nacional (avenue Jean Mermoz), criada na década de 1930. Pode se considerar que a linha de ônibus RATP 168 no seu traçado de antes de 2013 terá sido o elo de ligação entre os antigos tramways de Pierrefitte e o tramway sobre pneus atual.

### Para o retorno do tramway
Em 10 de outubro de 2000, o Sindicato de Transportes da Île-de-France (STIF) aprovou o regime, em princípio, prevendo a criação de uma linha de Tramway sobre pneus operado pela RATP.
Em 22 de novembro de 2006, o contrato de financiamento do projeto  é aprovado pelo Sindicato de Transportes da Île-de-France (STIF).

### Nascimento do T5
Em segunda-feira, 29 de julho de 2013. Ela seria inaugurada oficialmente no outono próximo. A fim de permitir aos habitantes de descobrir o percurso da nova linha de tramway, o STIF ofereceu acesso livre e gratuito para toda a linha durante o fim de semana de 3 e 4 de agosto de 2013.

## Estações

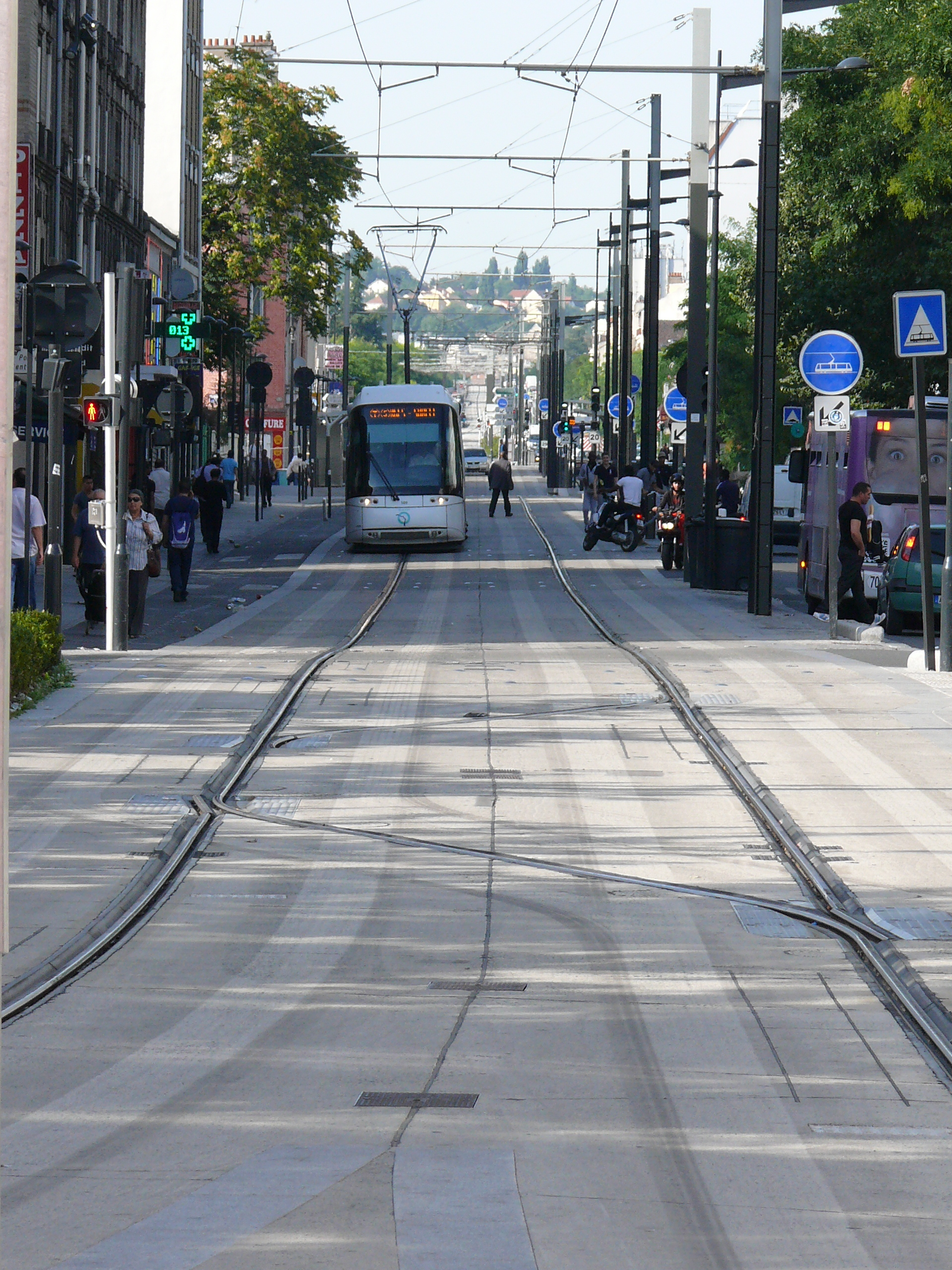
A rue Gabriel-Péri, Saint-Denis, entre as estações, Baudelaire e Mercado de Saint-Denis.
Se distingue no fundo a vegetação da Butte-Pinson.

A linha de tramway T5, com a extensão de 6.6 km, liga o Marché de Saint-Denis, ao norte da cidade de Saint-Denis, à estação de Garges - Sarcelles. Ela constitui uma ligação em corredor próprio direta entre o norte de Plaine Commune e o sul do Val-d'Oise, servindo a passagem das quatro seguintes comunas: Saint-Denis e Pierrefitte-sur-Seine, em Seine-Saint-Denis; Sarcelles e Garges-lès-Gonesse em Val-d'Oise.
Ela tem dezesseis estações, três das quais permitem uma correspondência, de uma ponta a Saint-Denis, com a linha de bonde T1 e, à distância, com a linha 13 do Metrô, da outra ponta à estação de Garges - Sarcelles com o RER D.

### Lista de estações

Traçado geográfico exato da linha T5

A linha de tramway T5 serve dezesseis estações: 
- Marché de Saint-Denis
- Baudelaire
- Roger Sémat
- Guynemer
- Petit Pierrefitte
- Joncherolles
- Suzanne Valadon
- Mairie de Pierrefitte
- Alcide d'Orbigny
- Jacques Prévert
- Butte Pinson
- Les Cholettes
- Les Flanades
- Paul Valéry
- Lochères
- Garges - Sarcelles

## Extensões previstas
O projeto de SDRIF de setembro de 2008 previa a extensão da linha através de Garges-lès-Gonesse mas o projeto de SDRIF aprovado em 2013 não mantém esta opção. O Conselho geral de Val-d'Oise evoca o desejo de uma continuação para o Aeroporto de Le Bourget, onde se instala Airbus Helicopters, desejando se apoiar novamente em 2016 a cidade de Garges.
Os prefeitos de Sarcelles e Stains defendem o projeto de extensão do bonde para a estação de Stains-La Cerisaie inaugurada no T11 Express em julho de 2017, via RD 125 via Garges-lès-Gonesse.

## Ligções externas
- Carta de identidade da linha, no site da RATP (este link é um arquivo)